# 2023년 투르 드 프랑스

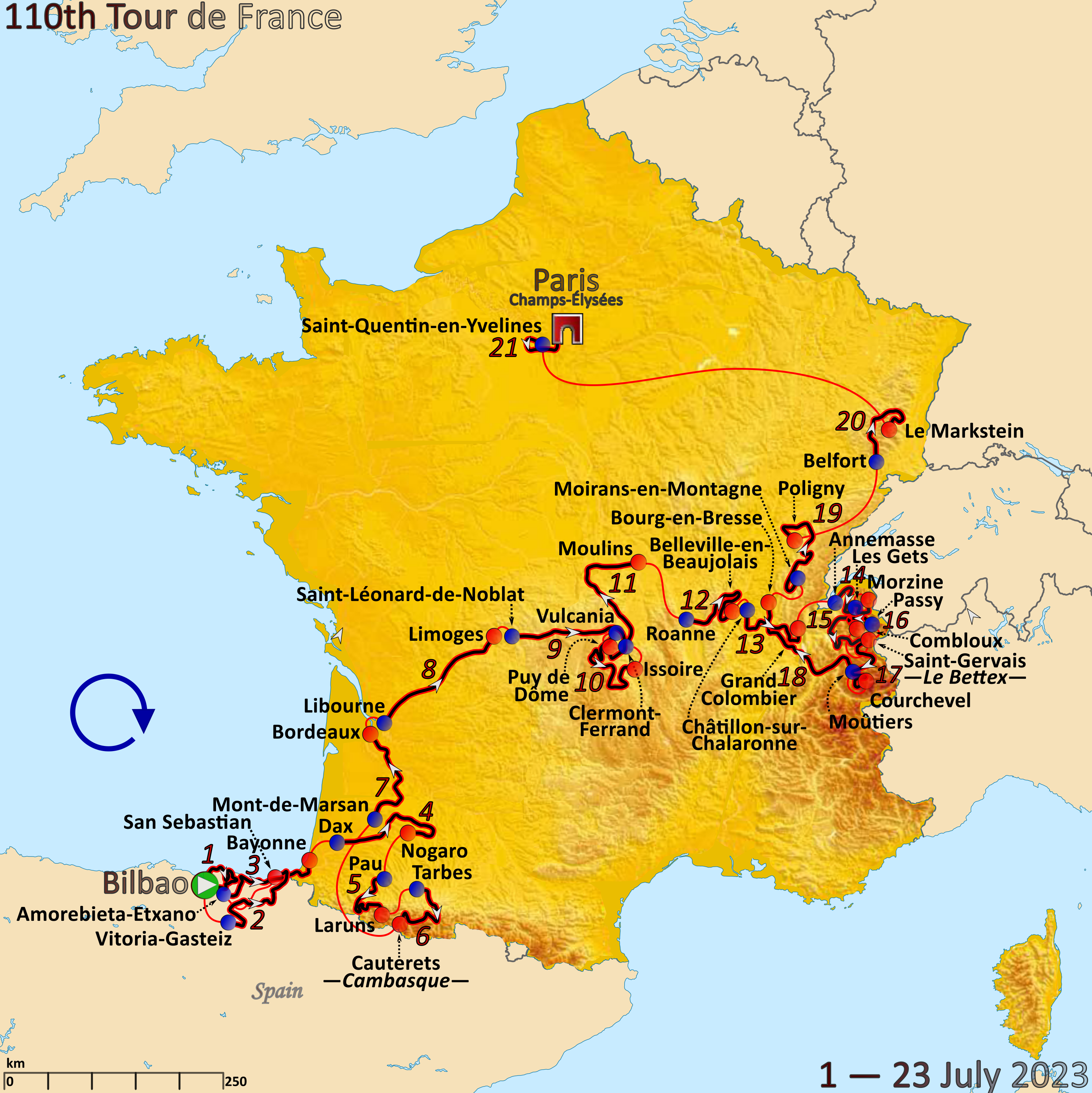
루트

2023년 투르 드 프랑스(Tour de France)는 투르 드 프랑스의 110번째 대회였다. 7월 1일 스페인 빌바오에서 시작하여 7월 23일 파리 (프랑스) 샹젤리제 거리에서 마지막 무대로 끝났다.
디펜딩 챔피언 조나스 빈게가드(Jonas Vingegaard, 팀 점보-비스마)가 2년 연속 종합 등급을 획득했다. 2회 우승을 차지한 타데이 포가차르(UAE 팀 에미레이트)가 2위를 차지했으며 아담 예이츠(UAE 팀 에미레이트)가 3위를 차지했다.
경주는 바스크 지방의 빌바오에서 시작되어 프랑스로 돌아왔다. 레이스의 처음 2주는 빈게가드와 포가차르 사이에 치열한 접전을 벌였으며, 두 번째 주가 끝날 때까지 라이더들 사이에는 단 10초의 차이가 있었다. 결정적인 단계는 빈게가드가 포가차르보다 1분 38초 앞서 승리한 16단계의 개인 타임 트라이얼과 빈게가드가 7분 이상 리드를 연장한 알프스의 후속 단계였다. 빈게가드는 2년 연속 투어에서 우승하여 라이벌인 포가차르와 함께 투어 우승을 차지했다. 그의 승률 7분29초는 2014년 이후 최대 승률이다.
포인트 분류는 재스퍼 필립슨(Alpecin–Deceuninck)이 처음으로 우승했다. 산악 부문에서는 1992년 이후 이 업적을 달성한 최초의 이탈리아인인 줄리오 치코네(Trek–Segafredo)가 우승했다. 젊은 라이더 부문에서는 포가차르가 4년 연속 우승했으며 팀 점보-비스마 팀이 우승했다. 빅터 캄페나에르츠(Victor Campenaerts, Lotto–Dstny)가 가장 전투적인 라이더로 선정되었다.
경주에 이어 남자 투어 마지막 날 첫 번째 무대를 개최한 두 번째 투르 드 프랑스 팜므(Tour de France Femmes)가 이어졌다.